# Děkanát Bruntál

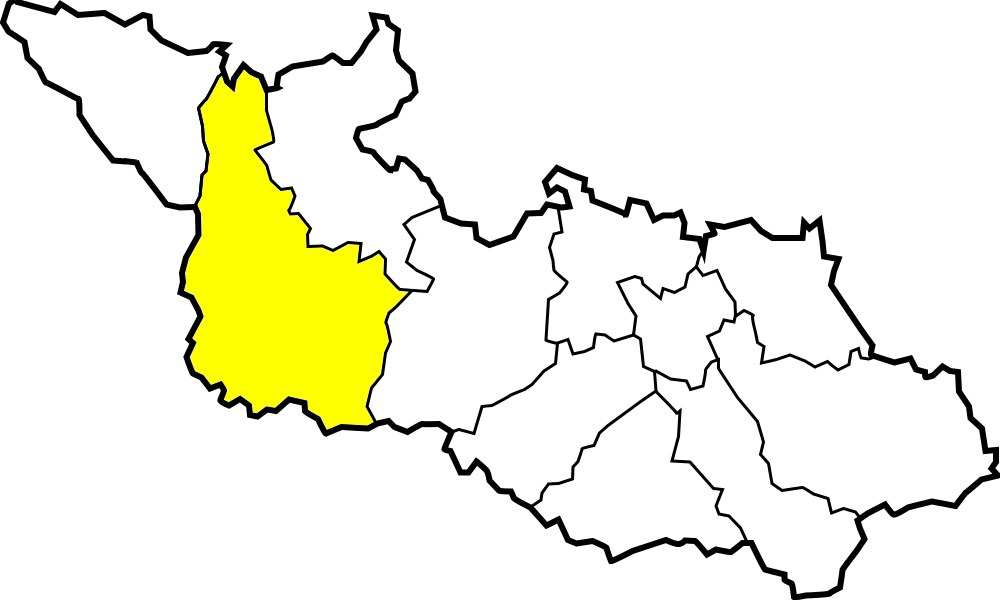
Děkanát Bruntál v celku ostravsko-opavské diecéze

Děkanát Bruntál je územní část ostravsko-opavské diecéze s centrem v Bruntálu. Tvoří jej 33 římskokatolických farností.
Funkcí děkana je pověřen P. ICLic. Mgr. František Zehnal, Th.D., farář v Rýmařově, místoděkanem je P. Mgr. Remigiusz Paweł Wentland, farář v Horním Benešově. Ve funkci kaplana pro mládež působí P. Mgr. Ing. Jiří Schreiber, farář v Moravském Berouně.

## Seznam farností
| Farnost                    | Správce                                                           | Další duchovní ve farnosti | Farní kostel                      |
| -------------------------- | ----------------------------------------------------------------- | -------------------------- | --------------------------------- |
| Andělská Hora ve Slezsku   | P. Mgr. Karel Rechtenberg (administrátor excurrendo)              |                            | Narození Panny Marie              |
| Bílčice                    | P. Mgr. Josef Juriga (administrátor excurrendo)                   |                            | sv. Markéta                       |
| Bruntál                    | P. Dariusz Jan Cecerski, OT                                       |                            | Nanebevzetí Panny Marie           |
| Břidličná                  | P. Mgr. Josef Altman (administrátor)                              |                            | Tří králů                         |
| Dětřichov nad Bystřicí     | P. Mgr. Ing. Jiří Schreiber (administrátor excurrendo)            |                            | sv. Jiří                          |
| Dolní Moravice             | P. Mgr. Karel Rechtenberg (administrátor excurrendo)              |                            | sv. Jakub                         |
| Dvorce                     | P. Mgr. Josef Juriga                                              |                            | sv. Jiljí                         |
| Horní Benešov              | P. Mgr. Remigiusz Paweł Wentland                                  |                            | sv. Kateřina                      |
| Horní Město                | P. Mgr. ICLic. František Zehnal, Th.D. (administrátor excurrendo) |                            | sv. Marie Magdaléna               |
| Huzová                     | P. Mgr. ICLic. František Zehnal, Th.D. (administrátor excurrendo) |                            | sv. Jiljí                         |
| Jelení u Bruntálu          | P. Dariusz Jan Cecerski, OT (administrátor excurrendo)            |                            | Nanebevzetí Panny Marie           |
| Karlovice                  | P. Mgr. Miroslav Horák (administrátor excurrendo)                 |                            | sv. Jan Nepomucký                 |
| Křišťanovice               | P. Mgr. Josef Juriga (administrátor excurrendo)                   |                            | Navštívení Panny Marie            |
| Leskovec nad Moravicí      | P. Mgr. Josef Juriga (administrátor excurrendo)                   |                            | sv. Vavřinec                      |
| Lomnice u Rýmařova         | P. Mgr. Ing. Jiří Schreiber (administrátor excurrendo)            |                            | sv. Jiří                          |
| Malá Morávka               | P. Mgr. Karel Rechtenberg (administrátor)                         |                            | Nejsvětější Trojice               |
| Mezina                     | P. Dariusz Jan Cecerski, OT (administrátor excurrendo)            |                            | Nejsvětější Trojice               |
| Moravský Beroun            | P. Mgr. Ing. Jiří Schreiber                                       |                            | Nanebevzetí Panny Marie           |
| Moravský Kočov             | P. Dariusz Jan Cecerski, OT (administrátor excurrendo)            |                            | sv. Michaela Archanděla           |
| Nové Valteřice             | P. Mgr. Ing. Jiří Schreiber (administrátor excurrendo)            |                            | Nanebevzetí Panny Marie           |
| Razová                     | P. Mgr. Remigiusz Paweł Wentland (administrátor excurrendo)       |                            | sv. Michaela Archanděla           |
| Rešov                      | P. Mgr. ICLic. František Zehnal, Th.D. (administrátor excurrendo) |                            | sv. Kateřina                      |
| Roudno                     | P. Dariusz Jan Cecerski, OT (administrátor excurrendo)            |                            | sv. Michaela Archanděla           |
| Ruda u Rýmařova            | P. Mgr. ICLic. František Zehnal, Th.D. (administrátor excurrendo) |                            | Panny Marie Sněžné                |
| Rudná pod Pradědem         | P. Mgr. Karel Rechtenberg (administrátor excurrendo)              |                            | Narození sv. Jana Křtitele        |
| Rýmařov                    | P. Mgr. ICLic. František Zehnal, Th.D.                            | P. Jan Suchý, farní vikář  | sv. Michaela Archanděla           |
| Ryžoviště                  | P. Mgr. Josef Altman (administrátor excurrendo)                   |                            | sv. Jan Křtitel                   |
| Stará Ves u Rýmařova       | P. Mgr. ICLic. František Zehnal, Th.D. (administrátor excurrendo) |                            | Povýšení sv. Kříže                |
| Svobodné Heřmanice         | P. Mgr. Remigiusz Paweł Wentland (administrátor excurrendo)       |                            | Nejsvětější Trojice               |
| Václavov u Bruntálu        | P. Mgr. Josef Altman (administrátor excurrendo)                   |                            | Neposkvrněného početí Panny Marie |
| Velká Štáhle               | P. Mgr. Josef Altman (administrátor excurrendo)                   |                            | Nejsvětější Trojice               |
| Vrbno pod Pradědem         | P. Mgr. Miroslav Horák                                            |                            | sv. Michaela Archanděla           |
| Vrbno pod Pradědem-Mnichov | P. Mgr. Miroslav Horák (administrátor excurrendo)                 |                            | Navštívení Panny Marie            |

(Stav k červenci 2020)

## Historie
Jižní část děkanátu patřila do poloviny 16. století litomyšlské diecézi.[zdroj?]